# Шаптунга
Ша́птунга (рос. Шаптунга, марій. Шаптӱҥ) — присілок у складі Кілемарського району Марій Ел, Росія. Входить до складу Красномостівського сільського поселення.

## Населення
Населення — 8 осіб (2010; 11 у 2002).
Національний склад (станом на 2002 рік):
- росіяни — 64 %
- марі — 27 %